# Гранлунн, Сверре
Сверре Гранлунн (норв. Sverre Granlund; 9 ноября 1918, Сёухерад — 10 февраля 1943, около Фуглёйвера) — норвежский военнослужащий-коммандос, капрал Норвежской армии и агент Управления специальных операций.

## Биография

### До войны
Родился в Сёухераде. Отец — выходец из Эйера, мать — из Хёйланда. Проживал в Салтдале и Будё, работал в железнодорожной компании Nordland Line.

### Вторая мировая война
Сверре был членом Норвежского красного креста (молодёжного отделения). Его услуги понадобились норвежской армии в 1940 году, когда страна вступила в войну с Германией. Он сражался под Нарвиком, а после капитуляции страны бежал в Швецию в 1941 году, откуда выбрался в Великобританию. Британцы завербовали Гранлунна в Управление специальных операций и определили его в 1-ю норвежскую отдельную роту. После Сверре был направлен на родину для проведения диверсий: 27 мая 1941 он принял боевое крещение, устроив пожар в машинном отделении консервного завода в Будё.
В 1942 году он принял участие в рамках операции «Мушкетон» по взрыву электростанции в Глумфьорде. Гранлунн и капрал Эрлинг Дьюпдрет были единственными норвежцами в отряде из 12 человек (остальные 10 — британцы). Вместе с капитаном Джозефом Хафтоном они должны были прокрасться в Свартисен: там Сверре вынужден был применить оружие и застрелить охранника. После взрыва и разрушения дамбы он отправился в Фюкандален (горный курорт), где ему передали карту для выхода к мосту, через который ему нужно было пробраться на гору. К закату Сверре так и не нашёл мост, после чего вместе с Хафтоном и капралом Дьюпдретом отправился обратно на курорт, но там вступил в схватку с немцами, которые допрашивали хозяина курорта. Дьюпдрет был ранен штыком в схватке, после чего Гранлунн в сопровождении коммандос Тригга, О’Брайана и Фэрклафа сбежали сначала в Стокгольм, а затем вылетели в Лондон. 24 сентября Дьюпдрет умер в больнице города Будё.

### Гибель
Как оказалось, потом только О’Брайан и Фэрклаф пережили войну. Гранлунн преодолел за семь дней расстояние в 250 км практически без съестных припасов и оружия, только в военной форме, но выбрался в Швецию. После перелёта в Лондон он получил новое задание. 10 февраля 1943 норвежская подводная лодка Uredd, на которой Гранлунн плыл в Норвегию в рамках операции «Чайка» (очередное задание УСО), натолкнулась на немецкую мину к юго-западу от Фуглёйвера (недалеко от Будё) и затонула. В результате взрыва Гранлунн погиб. Мину установил немецкий заградитель «Cobra»: место гибели нашли норвежские моряки спустя несколько лет после окончания войны в Фуглёйфьорде.

## Память

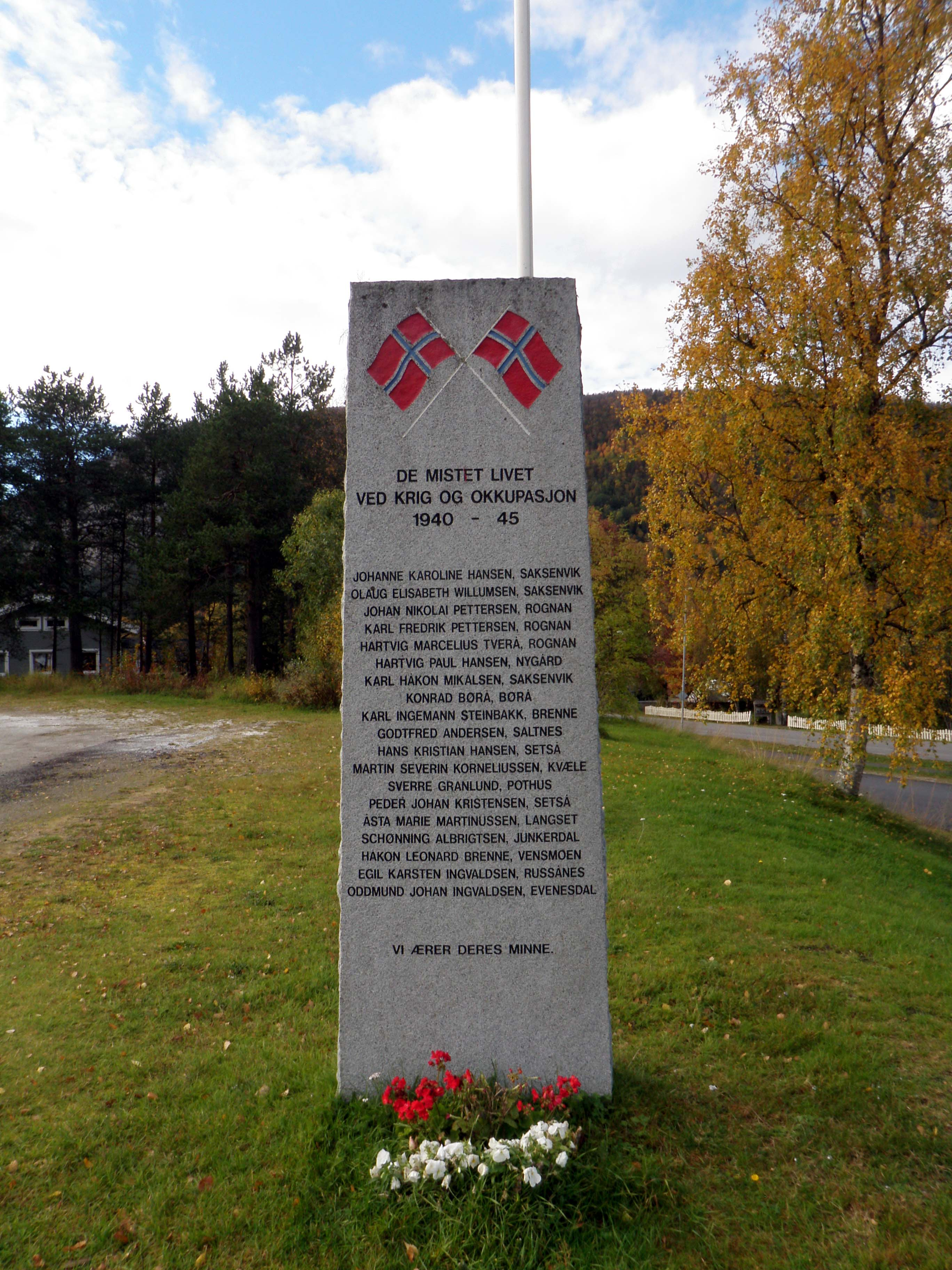
Памятный камень с именем Гранлунна в Салтдалской церкви

Гранлунн был награждён Норвежским военным крестом с мечом, а также Военной медалью Норвегии и британской медалью «За доблестное поведение». В 1995 году норвежским скульптором Лайлой Лоренцен был создан бюст, установленный в Салтдалском музее в Рогнане.